# 浪卡子岩黄耆
浪卡子岩黄耆（学名：Hedysarum nagarzense）为豆科岩黄耆属下的一个种。